# 浪花無線鰨
浪花無線鰨為輻鰭魚綱鰈形目鰨亞目舌鰨科的中一種，為熱帶海水魚，分布於東太平洋墨西哥至秘魯海域，棲息深度17-56公尺，體長可達14.2公分，棲息在底層水域，生活習性不明。

## 扩展阅读
維基物種上的相關：浪花無線鰨